# Erich Fließ
Erich Fließ (także: Erich Fliess, ur. 2 kwietnia 1857 w Gnieźnie, zm. 23 lipca 1898 w Berlinie) – niemiecki pisarz i publicysta.

## Życiorys
Był synem pastora. Gimnazjum ukończył w Gnieźnie. Potem studiował prawo w Berlinie. Aplikację prawniczą odbył w Poznaniu, ale postanowił zrezygnować z kariery państwowej i zajął się pisarstwem. Wyjechał do Berlina. Od 1893 był redaktorem Berliner Fremdenblatt. Był jednym ze znaczących przedstawicieli Ostmarkenliteratur. Pisał wiele na temat Prowincji Poznańskiej, którą bardzo dobrze poznał w młodości (w Poznaniu rozgrywa się m.in., część akcji powieści Die drei Erinnyen).

## Zal Mavet
Jedna z wcześniejszych i typowych dla nurtu Ostmarkenliteratur powieść zawiera rozległe opisy polskich wsi (stereotyp tzw. polnische Wirtschaft). Jej gliniane domy, strzechy, walące się stajnie i na wpół zgniłe studnie z żurawiem robiły dość żałosne wrażenie. Brudna młodzież mieszkająca we wsi, przeważnie ubrana tylko w brudną, podartą koszulę [...], za to z grubą futrzaną czapką na kołtunowatej czuprynie - żeby nie zmarzły wszy [...] biegała za pojazdami razem z najeżonymi wiejskimi kundlami drąc się i ujadając. Polska wieś w jego powieściach musiała być brudna i zaniedbana.

## Trzy Erynie
W noweli autor opisuje oczekiwania niemieckiego kolonisty przyjeżdżającego do Prowincji Poznańskiej. Napędzony przychylnymi opiniami Heinricha Heinego o tutejszych kobietach ulega na miejscu rozczarowaniu. Polskie kobiety nie są takie, jak się spodziewał. Choć często ładne, to jednak intrygują przeciw Niemcom, podburzają mężów, maja grację niedbałych ruchów i powierzchownie traktują życie. Mądry Niemiec to ten, który nie ulega ich wdziękom.

## Der Proboszcz
W klasycznym dla ksenofobicznej Ostmarkenliteratur opowiadaniu Der Proboszcz portretuje fikcyjną postać księdza Wojciecha Przybylskiego z Sokolnik, który wyrósł na zdrowego młodzieńca mimo niedostatecznej opieki i zupełnie niewiarygodnego brudu prawdziwego polskiego gospodarstwa chłopskiego. Ksiądz krzewi we wsi miłość do Polski i religijny fanatyzm, ale wkrótce zakochuje się w pięknej Anielce, szlachciance, córce polskiego bankruta. Akcja ukazać miała polską szlachtę i jej słabości, a także wątłość charakteru polskich księży katolickich. Hrabinę Brzezińską opisał jako wyniosłą intrygantkę, knującą podstęp z arystokratyczną ciasnotą umysłu. Według Fließa typowy polski szlachcic w swej młodości niczego się nie nauczył i był [...] żarliwym wrogiem wszelkiej pracy. Polski woźnica miał natomiast słowiańską czaszkę, nos złożony najwyraźniej w połowie z wódki, w połowie z tabaki oraz że uchodzić mógł za przykład największej ludzkiej durnoty. Powyższe nie przeszkadzało, by krakowski Przegląd Literacki (nr 4 z 1898) zrecenzował opowiadanie pozytywnie: Tendencyjnie jest w niej namalowana tylko szlachta, reprezentowana przez hrabinę Zabłocką. Nienawiści do polskości i katolicyzmu nie ma śladu w tej ładnie napisanej noweli.

## Dzieła
Wybrane utwory:
- Zal Mawet – Schatten des Todes. Zwei Geschichten aus dem Osten des Reiches (opowiadania, 1890)
- Miasmen (powieść, 1893)
- Die drei Erinnyen, pol. Trzy Erynie (nowela, 1896)
- Außer Reih und Glied (humoreska, 1896)
- Säbel verhängt (opowiadanie, 1897)
- Der Proboszcz. Eine Geschichte aus dem Osten des deutschen Reiches (opowiadanie, 1897)
- Minnedienst. Militärhumoresken (humoreski, 1898)
- Der Lump (opowiadanie, 1898)
- Postillon d'amour und andere Geschichten (opowiadania, 1898)
- Der Herr Collega (opowiadanie, 1898)[1]